# 벤지온 네타냐후
벤지온 네타냐후(Benzion Netanyahu, 본명: 벤지온 밀레이코프스키(Benzion Mileikowsky), 1910년 3월 25일 ~ 2012년 4월 30일)는 이스라엘의 역사가이다.

## 생애
러시아 제국의 지배를 받고 있던 폴란드 바르샤바에서 태어난 유대인이며, 랍비이자 시온주의 활동가인 나탄 밀레이코프스키와 작가인 사라 밀레이코프스키 부부의 아들로 태어났다. 1920년에 팔레스타인으로 이주했으며, 예루살렘 히브리 대학교에서 중세 역사를 전공하면서 박사 학위를 받았다. 1940년대에 시온주의 활동을 위해 미국으로 이주했고, 이스라엘로 귀국한 다음에는 예루살렘 히브리 대학교 교수로 재직하면서 《히브리 백과사전》의 편집자로 참여했다. 펜실베이니아주 필라델피아에 위치한 드로시 대학에서 히브리어 및 문학 교수를 역임했고 1957년부터 1966년까지 학과장을 역임하면서 중세 유대인의 역사, 히브리 문학 교수를 역임했다.
덴버 대학교로 자리를 옮긴 다음에는 히브리어학과 교수로 재직했는데, 1968년부터 1971년까지 뉴욕에서 《유대 백과사전》의 편집자로 활동했다. 1971년부터 1975년까지 코넬 대학교에서 유대어학 교수, 셈어학 및 문학과장을 역임했고, 중세 스페인의 유대인의 역사를 연구했다. 1976년에 그의 장남인 요나탄 네타냐후가 엔테베 작전에 도중에 사망하자 가족들과 함께 이스라엘로 귀국했다. 생전에 이스라엘 예술원 회원으로 활동했고, 코넬 대학교 명예교수로 재직했다. 차남인 베냐민 네타냐후는 이스라엘의 총리를 역임했고, 삼남인 이도 네타냐후는 극작가, 의사로 일했다.